# Farkas Rózsa
Farkas Rózsa (Budapest, 1971) magyar zenész, cimbalomművész.

## Életpályája
1979-ben zongorázni, majd 1983-ban cimbalmozni kezdett. Középiskolai tanulmányait a Bartók Béla Zeneművészeti Szakközépiskolában végezte el. 1987-ben debütált a velencei La Fenice Operaházban, ahol egy hónapig vendégszerepelt akkori tanárával, Szakály Ágnessel. A Liszt Ferenc Zeneművészeti Főiskola évei alatt szimfonikus zenekarok szólistájaként is közreműködött. 1991 óta tanít. 1993-ban kapta meg cimbalomtanári és kamaraművészi diplomáját.
Játszott a MÁV Szimfonikus Zenekarral, a Budapesti Fesztiválzenekarral, a Rádiózenekarral, az ÁHZ-val, a bécsi Klangforummal, a milánói Verdi Zenekarral és a koppenhágai Sjaellands Symfonik Orkester-rel. Hangszerén kortárszenét is játszik. Több zeneszerző is írt neki művet: Lendvay Kamilló, Sári József, Hollós Máté, Reményi Attila, Durkó Péter, Lukács Miklós, Horváth Balázs, Antal Mária, Bujtás József.[forrás?]

## Díjai
- Fischer Annie-ösztöndíj (1998-1999)
- Artisjus-díj (1999, 2007, 2008, 2012)
- Liszt Ferenc-díj (2009)